# Michal Waldiger
Michal Miriam Waldiger, née le 6 janvier 1969 à Bnei Brak, est une avocate et femme politique israélienne. Elle est actuellement membre de la Knesset pour le Parti national religieux – sionisme religieux.

## Biographie
Waldiger est née à Bnei Brak dans une famille d'origine juive polonaise. Elle est l'arrière-petite-fille de Naftali Trop. Elle fréquente une oulpana Bnei Akiva à Tel-Aviv et obtient un diplôme en droit de l'université Bar-Ilan. Elle devient plus tard directrice d'un cabinet d'avocats. Elle est directrice de Bat Ami, une organisation pour les jeunes filles religieuses sionistes effectuant leur service national.
Entrant en politique, elle est élue au conseil de Givat Shmuel lors des élections locales de 2013 en tant que représentante du Foyer juif. Elle se présente à la direction locale du parti lors de la préparation des élections locales de 2018, mais se retire de la liste du parti après avoir été battue. Avant les élections à la Knesset de 2021, elle est placée deuxième sur la liste du Parti sioniste religieux et est élue à la Knesset alors que le parti remporte six sièges. Elle est réélue aux élections à la Knesset de 2022 et nommée par la suite vice-ministre des Finances.
Waldiger est mariée, a cinq enfants et vit à Givat Shmuel.